# Paco Esteve i Beneito
Paco Esteve i Beneito   (Agres, 2 d'octubre de 1979) és un filòleg i escriptor valencià. Llicenciat en Filologia Catalana per la Universitat d'Alacant i en Teoria de la Literatura i Literatura Comparada per la Universitat de Barcelona, ha treballat de traductor i de professor de llengua catalana. Va ser subtitulador a la Filmoteca de Catalunya i professor d'Estudis Catalans a la Universitat de Santiago de Compostel·la. Actualment viu a Mallorca, on treballa d'assessor lingüístic.
Es va donar a conèixer amb la novel·la Qui no fa la festa (2013). L'any 2015 va publicar el volum Agres i dolces, un recull divulgatiu de llengua, toponímia i literatura oral del poble d'Agres. L'any 2016 fou guanyador del XXI Premi Enric Valor de Novel·la amb Si ha nevat, obra que també va ser reconeguda amb el Premi de la Crítica dels Escriptors Valencians. Seguiren El laberint en la roca (2019) i Pandora du sort (2020). El 2021 va traduir el poemari de Samuel Solleiro O mundo dos vivos (El món dels vius). Amb Somiaria libèl·lules (2023) va ser guardonat en la primera edició del Premi l'Alcúdia de Literatura Juvenil.
Fou acordionista del grup Ataque Escampe entre els anys 2006 i 2009.

## Publicacions

### Novel·la
- Qui no fa la festa. Més Llibres, 2018;[5] edició de l'autor, 2013
- Si ha nevat. Alzira: Edicions Bromera, 2016[6]

### Narrativa infantil i juvenil
- Somiaria libèl·lules. Alzira: Bromera, 2023
- Pandora du sort (amb il·lustracions de Gemma Aguasca), Picanya: Edicions del Bullent, 2020.[7] Premi de la Generalitat Valenciana al Llibre Infantil Més Ben Editat, 2020.
- El laberint en la roca. Les covetes dels moros. Alzira: Fundació Bromera per al foment de la lectura, 2019.[8]

### Filologia
- Agres i dolces. Picanya: Edicions del Bullent, 2015[9]

### Traducció
- El món dels vius. Adia, 2021. Traducció del gallec d'O mundo dos vivos, de Samuel Solleiro.

## Premis
- I Premi l'Alcúdia de Literatura Juvenil, 2023: Somiaria libèl·lules.
- XXIX Premi Samaruc dels Bibliotecaris Valencians, 2021: Pandora du sort.
- XXVII Premi de la Crítica dels Escriptors Valencians, 2017: Si ha nevat.[10]
- XXI Premi Enric Valor de Novel·la en Valencià, 2016: Si ha nevat.[11]